# Екатеринбургский ипподром
Екатеринбу́ргский ипподро́м — спортивное сооружение в Екатеринбурге, существовавшее с 1885 года до 1960-х годов. Строился на частные средства, собранные местным Обществом охотников конского бега. В скачках и бегах принимали участие лошади заводчиков Среднего и Южного Урала и Сибири. В разные периоды времени помимо заездов лошадей ипподром также служил местом проведения других спортивных и культурных мероприятий.
После визита Н. С. Хрущёва в Свердловск в 1960 году ипподром был закрыт в том числе из-за получившего народную популярность тотализатора, не соответствовавшего духу времени. Ныне на месте бывшего ипподрома располагается парк XXII партсъезда.

## История

### До 1917 года
В 1884 году в Екатеринбурге было создано Общество охотников конского бега, в которое вошли в основном съехавшиеся на Урал из Москвы и Петербурга строители железной дороги Екатеринбург—Тюмень. Членами общества по подписке были собраны средства и в 1885 году построен ипподром, ставший первым спортивным сооружением Екатеринбурга. Участок земли под строительство между Верх-Исетским заводом и улицей Московской был арендован у Верх-Исетского горного округа коллежским асессором И. М. Пыжовым. Обнесённый по периметру оградой ипподром имел беговую дорожку длиной в 1 милю, конюшни и открытые деревянные помещения на старте. Первые конные бега на новом ипподроме состоялись 24 ноября 1885 года, собрав около 900 зрителей, было проведено четыре заезда. Плата за вход составляла 15 копеек, дополнительно за 30 копеек можно было приобрести билет на ненумерованное место и за 0,5—2 рубля нумерованное в зависимости от удалённости от беговой дорожки. Второй по счёту бег состоялся 6 декабря того же года.
До конца 1880-х годов, когда ему пришлось уехать из Екатеринбурга по состоянию здоровья, одним из активных участников общества был А. Ф. Поклевский-Козелл, владевший конным заводом и выставлявший рысаков на бега.

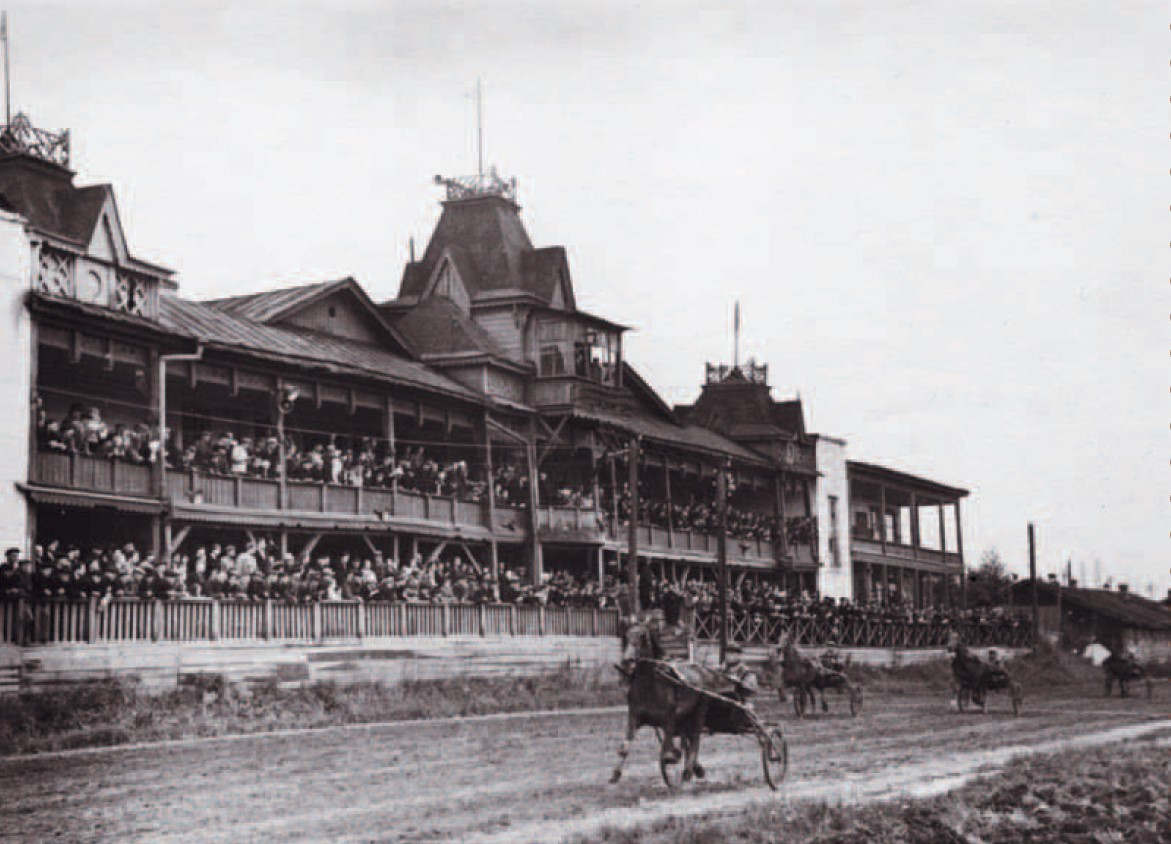
Забег в начале XX века

Бега и скачки проводились в два сезона — зимний и летний. Скачки проводились в основном летом, когда в них могли принять участие иногородние жокеи и лошади, приезжавшие в Екатеринбург с цирковыми программами. Зимой проводились заезды русских троек, запряжённых санями. Наиболее популярной дистанцией заездов была одна миля, реже — 1,5 и 2 мили. Беговая дорожка имела блину около 1 км, поэтому старт заездов на 1 и 2 мили смещался к противоположной от трибуны стороне, чтобы лощади финишировали перед трибуной. Наиболее популярным видом бега в Екатеринбурге было рысистое дерби. Также организовывались заезды с гандикапом, учитывавшим степень подготовленности лошадей. В заездах принимали участие конезаводчики Среднего и Южного Урала и Сибири.
В 1891 году президентом Общества охотников конского бега был избран П. Ф. Давыдов, начавший активное развитие ипподрома. В 1895 году был организован тотализатор, привлекавший большое количество игроков и приносивший значительную прибыль. Так, в 1902 году суммарный оборот тотализатора составил 242 тыс. рублей. Для привлечения дополнительных зрителей в 1895—1896 годах на ипподроме была обновлена беговая дорожка, построены центральный павильон, открытый 13 августа 1895 года, и манеж. В Петербурге был закуплен новый точный секундомер, запускаемый электрической кнопкой. Также были улучшены зрительские ложи, заработал буфет, во время антрактов на самых крупных заездах играл оркестр. Эти меры позволили значительно увеличить прибыль от проведения состязаний. Призовые в некоторых забегах достигали нескольких тысяч рублей. Самый крупный приз в 2000 рублей был разыгран в 1911 году в честь 25-летнего юбилея общества.
2 августа 1887 года на Екатеринбургском ипподроме состоялись первые на Урале состязания велосипедистов. 16 августа того же года на ипподроме были проведены первые благотворительные велогонки, выручка от которых была направлена на восстановление города Верный, пострадавшего в результате землетрясения.
С 1900 по 1920 годы на ипподроме проводились только конные состязания, велогонки переместились на вновь построенный специализированный стадион. Начало XX века было отмечено стабильным развитием ипподрома и общества: годовой оборот общества возрос с 38 204 рублей в 1900 году до 58 677 рублей в 1903 году. Проведённые П. Ф. Давыдовым реконструкции и сбор средств, включая его личные пожертвования, позволили выйти на самоокупаемость, а члены общества получили возможность покупать породистых лошадей. Это, в свою очередь, способствовало дальнейшему притоку зрителей. Владельцы конюшен получали существенную прибыль, достигавшую 4,5 тыс. рублей.
В 1904 году Общество любителей конского бега было переименовано в «Общество поощрения коннозаводства» и существовало до 1919 года, когда многие его члены покинули Екатеринбург.
В июне 1911 года с беговой дорожки ипподрома впервые в Екатеринбурге в небо поднялся самолёт «Блерио-XI бис» под управлением А. А. Васильева. До 1917 года ипподром периодически служил взлётно-посадочной полосой для самолётов.

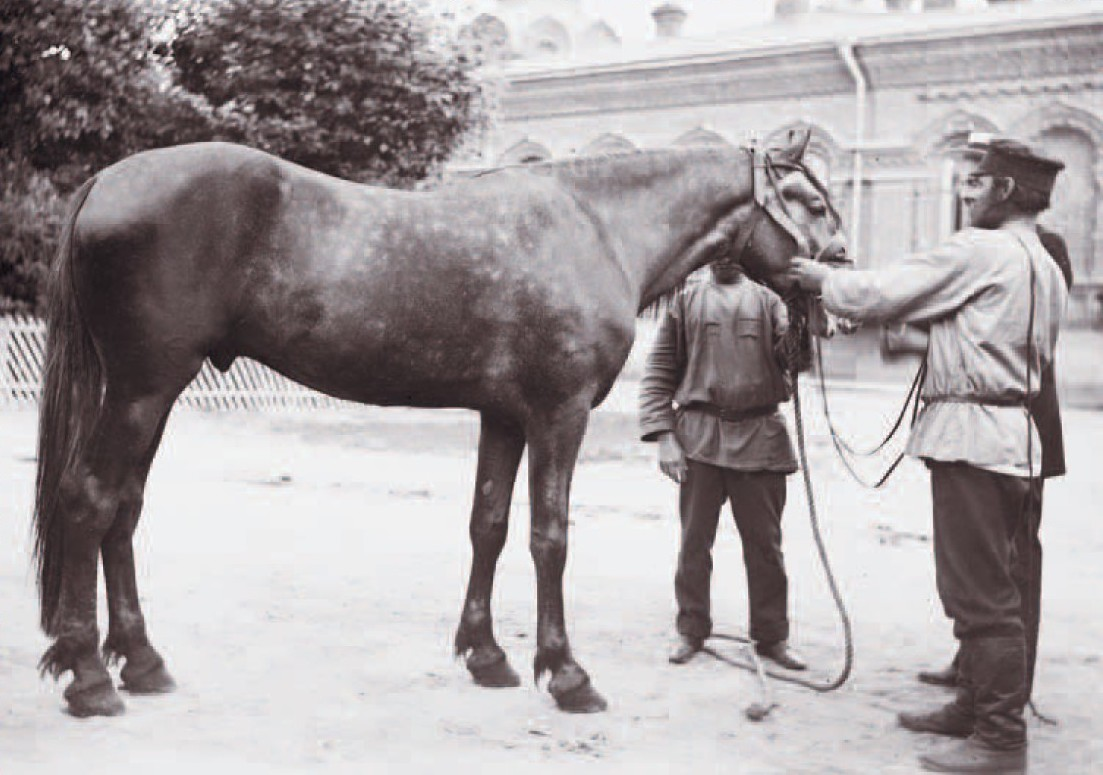
Лошадь конюшни А. А. Железнова, начало XX века
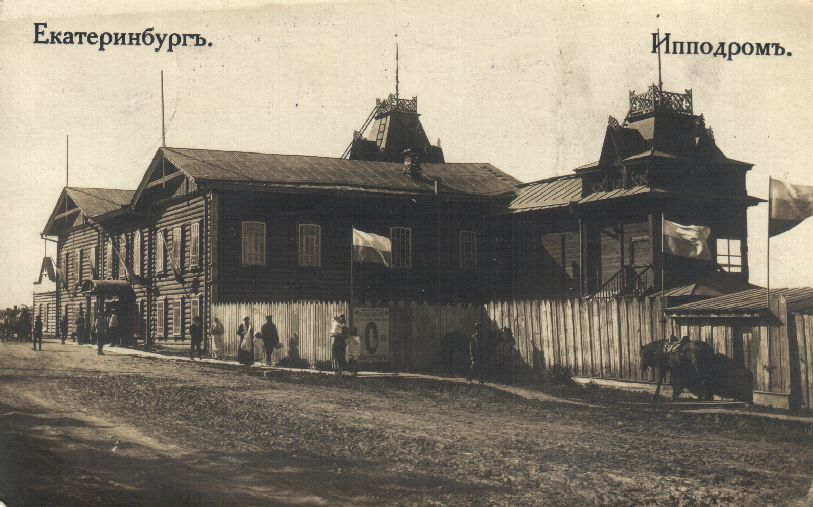
Открытка 1914 года с изображением трибун ипподрома
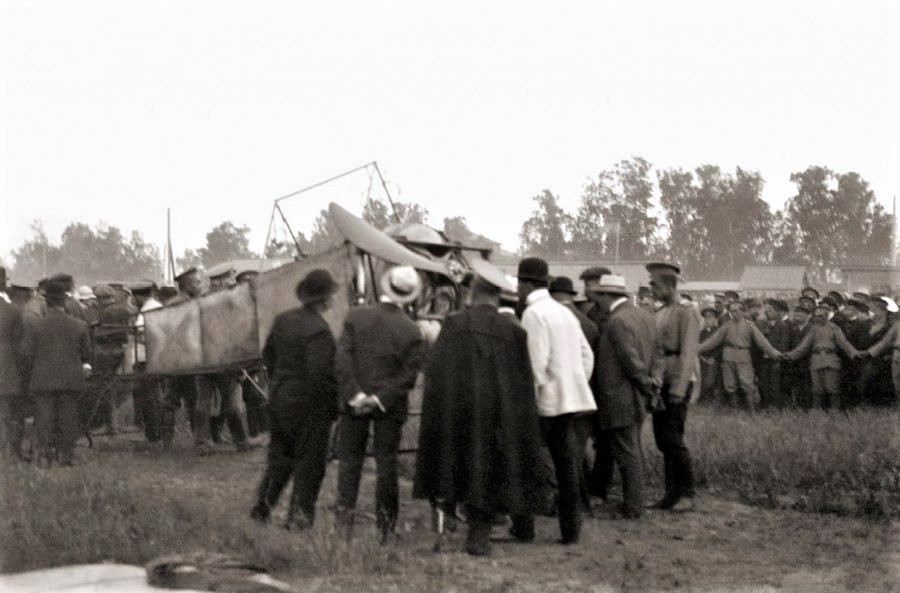
Самолёт «Блерио-XI бис» под управлением А. А. Васильева на ипподроме, 1911
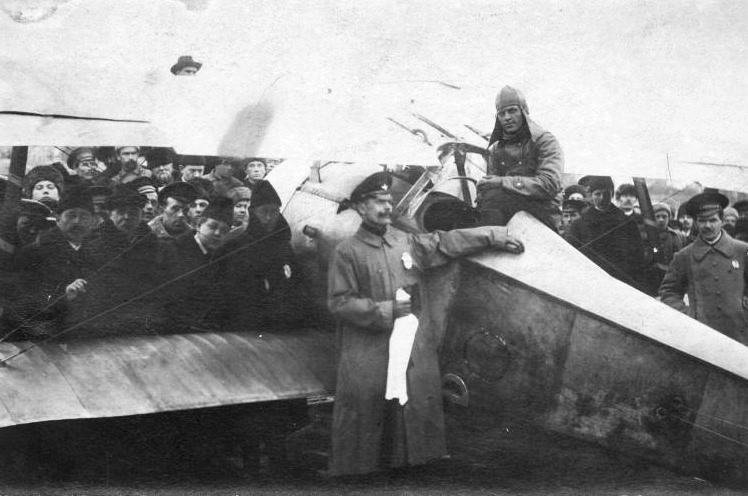
Пилот А. Д. Муратов и аэроплан Nieuport на ипподроме, 1917

### После Революции
После революции ипподром фактически прекратил работу, поскольку все лошади были реквизированы военными формированиями разных сторон. В 1920 и в 1921 годах на ипподроме проходили 1-я и 2-я Олимпиады Приуральского военного округа, в которых участвовали спортсмены сборных команд Перми, Челябинска, Уфы, Тюмени, Вятки, Камышлова и Нижнего Тагила. В программу соревнований были включены лёгкая атлетика, велогонки, бокс, тяжёлая атлетика, борьба и перетягивание каната.
8 ноября 1924 года на ипподроме состоялись первые соревнования авиамоделистов. С 1927 года на ипподроме вновь начали проводить конные бега и скачки, продолжал работать тотализатор. Также в этот период ипподром был площадкой для соревнований по лёгкой атлетике, велоспорту и соревнований авиамоделистов. В 1930 году решением Свердловского горкома ВКП(б) ипподрому вернули прямое предназначение, с этого времени здесь проводились только состязания лошадей.
Ипподром стал местом проведения культурно-массовых мероприятий. В июне 1934 года на ипподроме провели праздник, посвящённый Первому областному слёту животноводов-колхозников. В программе мероприятия был показ принадлежавших Горпотребсоюзу лошадей пород арденской и клейдесдаль, провёзших телеги с кирпичом по беговой дорожке. Во время выезда вдоль трибун выстроили лучших лошадей уральских и сибирских конных заводов. Затем под звуки духового оркестра по ипподрому проскакали кавалеристы Свердловской милиции, которые также демонстрировали мастерство верховой езды. После вступительной программы прошли рысистые бега. Завершал программу праздника заезд с участием цирковых артистов, победителем которого стал Владимир Дуров, гастролировавший с труппой в Свердловске. В 1936 году в честь полувекового юбилея ипподрома был разыгран Большой Уральский приз, в перерыве с сольным концертом выступил В. Г. Ухов.

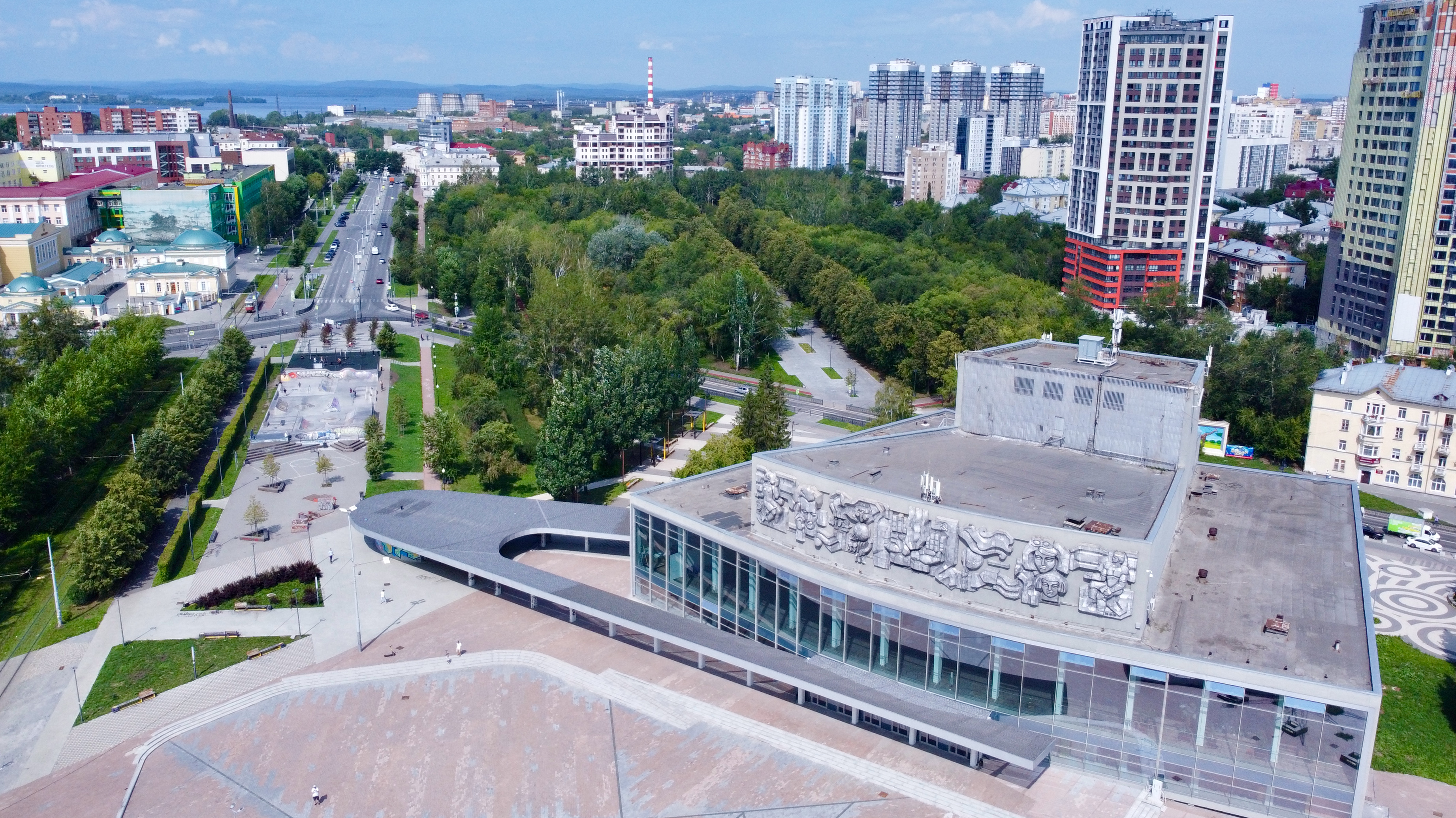
Вид на дворец Молодёжи и парк имени XXII партсъезда, 2021

В конце 1930-х годов работники ипподрома подверглись репрессиям. В 1939 году по обвинению в правотроцкистской деятельности был расстрелян директор ипподрома П. Тебнев. В этот же период несколько сотрудников были арестованы по обвинению во вредительстве и уничтожению лучшего поголовья. В 1940 году в отсутствие доказательств вины они были освобождены.
В предвоенные и военные годы ипподром занимался подготовкой лошадей для нужд государства и армии. В 1935—1940 годах количество лошадей, испытанных на Свердловском ипподроме, достигало 400—500 голов в год. В годы Великой Отечественной войны на ипподроме ежегодно готовили для отправки на фронт от 350 до 400 лошадей. Количество конюшен в этот период достигало десяти. Несколько наездников, отправленных на фронт, были отозваны для работы на ипподроме. В их числе был Василий Протасов, имевший репутацию одного из самых титулованных мастеров за всю историю Свердловского ипподрома.
В 1960 году после визита в Свердловск Н. С. Хрущёв сделал партийным руководителям города замечание, что «конные бега, скачки, ставки на тотализаторе являются ничем иным, как пережитком капиталистического прошлого, оскорбляющим своим присутствием славный трудовой город». В результате ипподром был закрыт и обнесён забором, постепенно разрушаясь. Позднее на этом месте был разбит парк, получивший название «XXII партсъезда», а в 1970-х годах к югу от него построен дворец Молодёжи.